# Envejecimiento térmico
El envejecimiento térmico, también conocido como endurecimiento por precipitación es un tratamiento térmico para endurecer, es decir, aumentar la dureza y resistencia de las aleaciones. Se basa en la deposición de fases metaestables en forma finamente dividida, de modo que forma una barrera eficaz contra los movimientos de las dislocaciones. La resistencia a la fluencia de las aleaciones así tratadas puede aumentar hasta 300 MPa.

## Introducción
El endurecimiento por precipitación se basa en los cambios de la solubilidad de sólido con la temperatura para producir partículas finas de una impureza de fase, que impiden el movimiento de dislocaciones o defectos a través de la estructura del cristal. Dado que las dislocaciones son a menudo los operadores dominantes de la plasticidad, esto sirve para endurecer el material. Las impurezas desempeñan la misma función que los refuerzos en los materiales compuestos reforzados. Así como la formación de hielo en el aire puede producir nubes, nieve o granizo, dependiendo de la historia térmica de una porción dada de la atmósfera, la precipitación de los sólidos puede producir diferentes tamaños de partículas, que tienen propiedades radicalmente diferentes. A diferencia del temple ordinario, las aleaciones deben mantenerse a temperatura elevada durante horas para permitir que la precipitación tenga lugar. Este retardo de tiempo se denomina envejecimiento.
Dos tratamientos térmicos diferentes que implican precipitados pueden alterar la fuerza de un material: tratamiento térmico por solución sólida y el tratamiento térmico de precipitación. Endurecimiento por solución sólida implica la formación de una solución sólida de una sola fase a través de temple. El tratamiento térmico por precipitaciones implica la adición de partículas de impurezas para aumentar la resistencia de un material. El endurecimiento por precipitación por medio de tratamiento térmico de precipitación es el principal tema de discusión en este artículo.

## Conceptos básicos
El proceso emplea que la solubilidad de uno, o más, elementos de la aleación disminuye cuando disminuye la temperatura. Por lo tanto, no es aplicable a todas las aleaciones, sólo si se cumplen ciertas condiciones.

### Requisitos
- La aleación está formada con un elemento de aleación en temperaturas elevadas primarias mixtos cristales.
- Debe existir una solución sólida terminal que tenga una solubilidad sólida decreciente a medida que la temperatura disminuye (curva de solvus pronunciada)
- Conducir la fuerza y la velocidad de difusión debe ser suficientemente grande para que la temperatura de precipitación.
- Los precipitados resultantes dispersa en el material debe estar disponible y operativo resistente a la temperatura de coagulación.

## Los pasos del tratamiento
Se divide en tres etapas de tratamiento de curado térmico de recocido, temple y la externalización (renuncia).

### Recocido por difusión, homogeneización
La aleación se calienta hasta que todos son elementos necesarios en la solución de precipitación. La temperatura debe permanecer en un margen, si es demasiado baja puede aparecer partículas gruesas que son perjudiciales para las propiedades mecánicas del material. Por otro lado, una temperatura demasiado alta puede fundir componentes individuales.

### Temple
Por enfriamiento rápido, la difusión y por lo tanto la separación de partículas gruesas se puede prevenir y la solución sólida permanece en un estado metaestable sobresaturado monofásico.

### Envejecimiento
Las partículas se hacen crecer mediante difusión a menor temperatura. Dependiendo de la aleación la temperatura puede variar, algunas aleaciones de aluminio el envejecimiento sucede a temperatura ambiente, en los aceros martensíticos de 450 a 500 °C y en algunas superaleaciones como el inconel más de 700 °C. Cuando el material es envejecido, si la duración de este tratamiento es muy larga en el tiempo la microestructura del material se restablecerá cómo se encontraba al principio arruinando por completo el tratamiento térmico.

## Cinética frente a termodinámica
Esta técnica utiliza el fenómeno de sobresaturación, y exige un cuidadoso equilibrio de la fuerza motriz para la precipitación y la energía de activación térmica disponible tanto para los procesos deseables como los indeseables.
La nucleación se produce a una temperatura relativamente alta (a menudo justo por debajo del límite de solubilidad) de modo que la cinética de barrera de la energía superficial pueden ser más fáciles de superar y se puede formar el número máximo de partículas de precipitado. Estas partículas se les deja crecer a una temperatura más baja en un proceso llamado envejecimiento. Esto se realiza en condiciones de baja solubilidad de modo que la termodinámica lleva un mayor volumen total de formación del precipitado.
La dependencia exponencial de la difusión con la temperatura hacen del envejecimiento térmico, al igual que todos los tratamientos térmicos, un proceso bastante delicado. Demasiado poco de difusión (bajo envejecimiento), y las partículas será demasiado pequeñas para retener eficazmente las dislocaciones; demasiado (alto envejecimiento), y que será demasiado grande y se dispersaron para interactuar con la mayoría de las dislocaciones.

## Características de la aleación
El fortalecimiento por envejecimiento es posible si la línea de solubilidad sólida se inclina fuertemente hacia el centro en el diagrama de fase. Es deseable un gran volumen de partículas de precipitado, una pequeña cantidad suficiente del elemento de aleación debe añadirse que sigue siendo fácilmente soluble en algún razonable recocido temperatura.
Los elementos utilizados para el fortalecimiento de la precipitación de aluminio y aleaciones de titanio típica representan alrededor del 10% de su composición. Aunque las aleaciones binarias son más fáciles de entender como un ejercicio académico, las aleaciones comerciales a menudo utilizan tres componentes para el fortalecimiento de las precipitaciones, en las composiciones, tales como Al (Mg, Cu ) y Ti (Al, V ). Un gran número de otros constituyentes puede ser involuntaria, pero benigna, o puede ser añadido para otros fines tales como refinamiento del grano o resistencia a la corrosión. En algunos casos, tales como las aleaciones de aluminio muchos, un aumento en la fuerza se consigue a expensas de la resistencia a la corrosión.
La adición de grandes cantidades de níquel y cromo necesarios para la resistencia a la corrosión de los aceros inoxidables significa que los métodos tradicionales de temple y revenido no son eficaces. Sin embargo, los precipitados de cromo, cobre u otros elementos pueden reforzar el acero en cantidades similares en comparación con el temple y revenido. La fuerza puede ser adaptado mediante el ajuste del proceso de recocido, con temperaturas más bajas iniciales que resulta en mayores fortalezas. El menor aumento de la temperatura inicial de fuerza motriz de la nucleación. Más fuerza motriz se traduce en más sitios de nucleación, y en más lugares, significa más lugares para que las dislocaciones a ser interrumpido mientras que la parte terminada está en uso.

### Endurecimiento de las aleaciones de aluminio
La precipitación es la forma más importante de aumentar la resistencia de las aleaciones de aluminio, que no tienen transformación polimórfica y por lo tanto no pueden emplear el método de martensita. Casi todas las aleaciones de aluminio tratables son fuertemente susceptibles a la corrosión, ya que los elementos de aleación inhiben la formación de una capa de óxido estable.
Un ejemplo destacado de la precipitación duraluminio, una aleación de aluminio, 4 % de cobre y 1 % de magnesio. La solución de recocido es 495-505 °C. Después de enfriamiento, el material puede estar formado, en contraste con acero después del temple se duraluminio inicialmente todavía blando. La resistencia a la rotura es a través de envejecimiento natural (a temperatura ambiente) o envejecimiento artificial (temperatura relativamente elevada). Por ejemplo, algunas aleaciones de aluminio utilizadas para hacer remaches para la construcción de aviones se mantienen a baja temperatura (–18 °C como mínimo) en hielo seco. A partir de su tratamiento térmico inicial hasta que se instalan en la estructura. Después de este tipo de remache se deforma en su forma final, el envejecimiento se produce a temperatura ambiente y se incrementa su fuerza, el bloqueo de la estructura. Las temperaturas más altas de envejecimiento correría el riesgo de sobre-envejecimiento otras partes de la estructura, y requieren costoso tratamiento térmico posterior al montaje. Una temperatura demasiado alta de envejecimiento provoca el crecimiento del precipitado con demasiada facilidad.

## Base teórica
Las especies principales de fortalecimiento de las precipitaciones son partículas de segunda fase. Estas partículas impiden el movimiento de dislocaciones a lo largo de la estructura. Se puede determinar si las partículas de la segunda fase se precipitará en la solución de la línea solidus en el diagrama de fase para las partículas. Físicamente, este efecto de refuerzo puede atribuirse tanto a los efectos del tamaño y el módulo, y con la energía interfacial o superficial.
La presencia de partículas de segunda fase a menudo causa distorsiones en la estructura. Estas distorsiones suceden cuando las partículas del precipitado difieren en su estructura cristalográfica de tamaño y los átomos huésped. Las partículas más pequeñas precipitar en una red huésped conduce a un esfuerzo de tracción, mientras que las partículas más grandes precipitar conduce a un esfuerzo de compresión. Los defectos causados por la reestructuración también crean un campo de tensiones. Por encima de la dislocación hay un esfuerzo de compresión y por debajo hay un esfuerzo de tracción. En consecuencia, hay una energía de interacción negativa entre una dislocación y un precipitado que cada uno, respectivamente causar una compresión y un esfuerzo de tracción, o viceversa. En otras palabras, la dislocación serán atraídos al precipitado. Además, hay una energía de interacción positiva entre una dislocación y un precipitado que tienen el mismo tipo de campo de tensión. Esto significa que la dislocación se repelido por el precipitado.
Las partículas de precipitado también sirven para cambiar localmente la rigidez del material. Las dislocaciones son repelidos por las regiones de mayor rigidez. A la inversa, si el precipitado hace que el material para ser compatible localmente más, a continuación, la dislocación será atraído a esa región.
Además, una dislocación puede cortar a través de una partícula precipitado. Esta interacción provoca un aumento en la superficie de la partícula. El área creada es
{\displaystyle A=2\pi rb\,\!}
donde, r es el radio de la partícula y b es la magnitud del vector de Burgers. El aumento resultante en la energía superficial es
{\displaystyle E=2\pi rb\gamma _{s}\,\!}
donde {\displaystyle \gamma _{s}\,\!} es la energía superficial. La dislocación también puede rotar alrededor de una partícula de precipitado.

### Ecuaciones
Hay dos ecuaciones que describen los dos mecanismos de endurecimiento por precipitación:
Las dislocaciones de corte a través de partículas:
{\displaystyle \tau ={\frac {\pi r\gamma }{bL}}\,\!}
donde τ es la resistencia del material, r es el radio de la partícula de la fase segunda, γ es la energía superficial, b es la magnitud del vector de Burgers, y L es el espaciamiento entre los puntos de fijación. Esta ecuación muestra que el esfuerzo es proporcional a r, el radio de las partículas precipitadas. Esto significa que es más fácil para las dislocaciones deslizarse a través de un material con partículas más pequeñas de la segunda fase (r pequeño). A medida que el tamaño de las partículas de la segunda fase aumenta, las partículas impiden el movimiento de la dislocación y se vuelve cada vez más difícil para las partículas moverse a través del material. En otras palabras, la fuerza de un material aumenta con el aumento de r.
Dislocaciones inclinándose por partículas:
{\displaystyle \tau ={\frac {Gb}{L-2r}}\,\!}
donde τ es la resistencia del material, G es el módulo de cizallamiento, b es la magnitud del vector de Burgers, L es la distancia entre los puntos de fijación, y r es el radio de la partícula de fase segunda. Esta ecuación muestra que para gobernar dislocación inclinando la fuerza es inversamente proporcional al radio r segunda fase de partículas. La dislocación inclinándose, también llamado fortalecimiento de Orowan, es más probable que ocurra cuando hay grandes partículas presentes en el material.
Estas ecuaciones muestran que el mecanismo de endurecimiento por función depende del tamaño de las partículas precipitadas. Para radios pequeños, el corte domina, mientras con grandes domina el giro.
Cuanto se juntan ambas ecuaciones, es evidente que hay un radio crítico en el cual se produce el fortalecimiento máximo. Este radio crítico esta normalmente entre los 5 a 30 nm.

## Algunas aleaciones endurecidas por envejecimiento térmico
- La serie 2000 de aleaciones de aluminio (ejemplos importantes: 2024 y 2019, también de aleación de Y y Hiduminium)
- La serie 6000 de aleaciones de aluminio (ejemplo importante: 6061 para los cuadros de bicicleta y de las estructuras aeronáuticas)
- La serie 7000 de aleaciones de aluminio (ejemplos importantes: 7075 y 7475)
- acero inoxidable 17-4PH (UNS S17400)
- Acero martensítico
- Inconel 718
- Aleación X-750
- René 41
- Waspaloy.